# Václav Noid Bárta
Václav Noid Bárta (Praga, 27 ottobre 1980) è un cantante ceco.
Ha rappresentato la Repubblica Ceca all'Eurovision Song Contest 2015 con il brano Hope Never Dies, in duetto con Marta Jandová.

## Biografia
Václav Noid Bárta ha avviato la sua carriera musicale entrando a far parte del gruppo nu metal Dolores Clan, e successivamente formando il complesso Noid Crew. Ha inoltre una prolifica carriera di attore teatrale, recitando come protagonista in adattamenti cechi di famosi musical.
All'inizio del 2015 l'emittente televisiva ceca ČT ha rivelato di averlo selezionato internamente insieme a Marta Jandová per rappresentare il paese all'Eurovision nella sua prima partecipazione in sei anni. Il loro brano Hope Never Dies è stato rivelato 10 marzo. Il duo si è esibito nella seconda semifinale dell'Eurovision Song Contest 2015 a Vienna, classificandosi al 13º posto su 17 partecipanti e non riuscendo a qualificarsi per la finale.

## Discografia

### Album in studio
- 2012 – Rány
- 2013 – Václav Noid Bárta

### Singoli
- 2015 - Hope Never Dies (con Marta Jandová)

## Filmografia
- Kajínek, regia di Petr Jákl (2010)
- Svatby v Benátkách, serie TV (2014-2015)